# لورا غاليغو غارسيا
لورا غاليغو غارسيا (بالإسبانية: Laura Gallego García) ولدت لورا جاليغو غارسيا في كوارت دي بوبليت، فالنسيا، في 11 أكتوبر 1977. هي روائية إسبانية لأدب الأطفال والأحداث، متخصصة في النوع الخيالي. درست فقه اللغة الإسبانية في جامعة فالنسيا. هي كاتبة للأطفال إسبانية.

## مهنة محترفة
في سن الحادية عشرة، بدأت في كتابة «Zodiaccía ، عالم مختلف». أمضت عشر سنوات وهي تنهيها، ورغم أنها لم تُنشر أبدًا، إلا أنها شغوفة بشكل خاص بهذه القصة. ثم كانت متأكدة من كونها روائية وأرسلت أعمالها لعدة مسابقات أدبية لسنوات.
في سن ال 21، بعد الانتهاء من المدرسة الثانوية، قررت دراسة فقه اللغة الإسبانية في جامعة فالنسيا. واصلت إرسال أعمالها إلى دور النشر والمسابقات لكنها لم تنشر أي شيء حتى كتبت "Finis Mundi" وهو أول كتاب تنشره. في السابق، كتبت 13 كتابًا ولكن لم يتم الكشف عن أي منها. مع «فينيس موندي»، فاز الروائي بجائزة «باركو دي فابور» في عام 1999 بعد مشاركته لعدة سنوات. يتم الاحتفال بهذه المسابقة كل عام من قبل دار النشر SM.
بعد نشر قصتها "Finis Mundi"، واصلت قصص أخرى مثل "Mandrágora" أو رباعية "Crónicas de la Torre". ومع ذلك، على الرغم من أن شهرتها ترجع أساسًا إلى روايتها الخاصة بالأحداث، إلا أنها نشرت أيضًا قصصًا تستهدف الأطفال.
في عام 2002، فازت بهذه المسابقة مرة أخرى، وهذه المرة بروايتها "La leyenda del rey errante". بالتعاون مع دار النشر SM ، نشرت أيضًا "El coleccionista de relojes extraordinarios"، ثلاثية "Memorias de Idhn" و "Donde los árboles cantan" و "Dos velas para el diablo"، ملحمة "Crónicas de la Torre 'و' Las hijas de Tara '، هذا الأخير كجزء من مجموعة "Gran Angular".
في عام 2004، بدأت في نشر ثلاثية لها بعنوان "Memorias de Idhn" (Memorias de Idhún I: La Resistencia، Memorias de Idhún II: Tríada، Memorias de Idhn III: Panteón). كان هذا أكبر نجاح لها، حيث بيعت أكثر من 750.000 نسخة.
أسست مجلة الجامعة "Náyade" التي توزعها كلية فقه اللغة بجامعة فالنسيا. شغلت منصب المدير المشارك من 1997 إلى 2010.
بعد ذلك أصدرت عدة كتب مستقلة، معظمها من النوع الخيالي، وكذلك الجزء الثاني من "Alas de fuego" بعنوان "Alas Negras". كما دخلت الأدب الواقعي بسلسلة «Sara y las goleadoras»، والتي تتضمن عناوين مثل: 'Creando equipo' و 'Las chicas somos guerreras' و 'Goleadoras en la liga' و 'El fútbol y el amor son incompatibles '،' Las Goleadoras no se rinden 'و' El ltimo gol '. فازت روايتها "Donde los árboles cantan"، التي نُشرت في أكتوبر 2011، بجائزة "Premio Nacional de Literatura Infantil y Juvenil" في عام 2012. كما فازت بجائزة "Cervantes Chico". في نفس العام، عادت إلى أدب الأطفال مع "Mago por casualidad".
في مارس 2017، نشرت كتاب «بور أونا روزا» الذي يحتوي على ثلاث قصص كتبها ثلاثة روائيين مختلفين: لورا جاليغو وخافيير رويسكاس وبينيتو تايبو. هذه ثلاث قصص تدور أحداثها في عالم الحكاية الكلاسيكية «الجميلة والوحش».

## اسلوب الكتابة
لقد استكشفت العديد من الموضوعات الأدبية: بدأت بالأدب التاريخي الخيالي بقصتها "فينيس موندي ولكن أيضًا الخيال العلمي بقصتها" لاس هيجاس دي تارا ". في وقت لاحق، كتبت عن ملحمة الخيال. انعكس هذا النوع من الأدب في قصتها "Memorias de Idhn". كما كتبت قصصًا للأطفال.
في روايتها الخيالية، لا سيما مع "Memorias de Idhn"، فإن موضوع الحب هو أو أكثر أهمية من موضوع الخيال. تعبر الشخصيات باستمرار عن مشاعرها وشكوكها وشكوكها وخيبة أملها وما إلى ذلك، وتسترشد بها، بشكل عام أكثر من مفاهيم أخرى مثل الشرف أو الواجب. هذا هو أكثر ما يميزها عن الروائيين مثل تولكين. وبالتالي، فإن التفكير في شعور المرء نفسه يشغل حيزًا كبيرًا في الحوارات واستنساخ الفكر. هذه الحقيقة مفضلة بقرار استخدام مثلث الحب العاطفي في قصته "Memorias de Idhn". إنها مستوحاة من بعض العناصر من أعمال بعض الروائيين مثل مارجريت ويس وتريسي هيكمان، لا سيما من قصصهم «لا إسبادا دي جورام» و «دراجونلانس» و «إل سيكلو دي لا بويرتا دي لا مويرتي».

## الكتب
تُرجمت كتبها إلى العديد من اللغات: الكاتالانية والرومانية والفرنسية والبولندية والدنماركية والسويدية والنرويجية والمجرية والإنجليزية والإيطالية والألمانية والبرتغالية والكورية والصينية.
- 1999: Finis Mundi (Barco de Vapor Award, 1999)
- 2000: El Valle de los Lobos
- 2002: La maldición del Maestro
- 2003: La llamada de los muertos
- 2004: Fenris, el elfo
- 2004: Memorias de Idhún I: La Resistencia
- 2005: Memorias de Idhún II: Tríada
- 2006: Memorias de Idhún III: Panteón
- 2009: Sara y las goleadoras: Las chicas somos guerreras
- 2009: Sara y las goleadoras: Goleadoras en la liga
- 2010: Sara y las goleadoras: El fútbol y el amor son incompatibles
- 2010: Sara y las goleadoras: Las goleadoras no se rinden
- 2010: Sara y las goleadoras: El último gol
- 2001: El cartero de los sueños
- 2001: Retorno a la Isla Blanca
- 2002: Las hijas de Tara
- 2002: La leyenda del rey errante (Barco de Vapor Award, 2001)
- 2003: Mandrágora
- 2003: ¿Dónde está Alba?
- 2004: El coleccionista de relojes extraordinarios
- 2004: Alas de fuego
- 2004: La hija de la noche
- 2004: Max ya no hace reír
- 2004: Alba tiene una amiga muy especial
- 2005: El fantasma en apuros
- 2007: La emperatriz de los Etéreos
- 2008: Dos velas para el diablo
- 2009: Alas negras
- 2011: Dónde los árboles cantan
- 2012: Mago por casualidad
- 2013: El Libro de los Portales
- 2014: Enciclopedia de Idhún
- 2015: Todas las Hadas del Reino
- 2015: Héroes por casualidad
- 2016: Omnia: todo lo que puedas soñar
- 2017: Cuando me veas
- 2017: Por una rosa
- 2018: Guardianes de la Ciudadela: El bestiario de Axlin
- 2018: Guardianes de la Ciudadela: El secreto de Xein
- 2018: Guardianes de la Ciudadela: La misión de Rox

## الجوائز
الجائزة الكبرى التي حصلت عليها الروائية هي "Premio Nacional de Literatura Infantil y Juvenil" في عام 2012 بقصتها الخيالية الملحمية "Dónde los árboles cantan". هذه الجائزة، التي تبلغ قيمتها 20 ألف يورو، منحتها وزارة التربية والتعليم والثقافة والرياضة. هذه الجائزة تعني أن قصتها كانت أفضل كتاب في أدب الأطفال أو الأحداث نُشر عام 2011 بأي من اللغات الرسمية المستخدمة في إسبانيا. [2]
وبالمثل، في عام 2011، حصلت على جائزة "Premio Cervantes Chico" من قبل مجلس مدينة Alcalá de Henares و "Asociación de Libreros y Papeleros". كما حصلت على جائزة "Premio de Literatura Infantil El Barco de Vapor" مرتين. أولاً، في عام 1999، بقصتها "Finis Mundi" ثم في عام 2002 بقصتها "La leyenda del rey errante". حصلت أيضًا على جائزة "Imaginamalaga 2013" مع قصتها "El libro de los portales"، وكذلك جائزة "Kelvin 505" في عام 2016.

## التعليم
تعلمت في جامعة بلنسية.